# Aleksandar Kerenski
Aleksandar Kerenski (2. svibnja 1881. – 11. lipnja 1970.) bio je ruski političar, državnik i pravnik, najpoznatiji kao predsjednik privremene vlade Rusije 1917. godine.

## Životopis

### Mladost i školovanje
Aleksandar Kerenski rodio se 2. svibnja 1881. godine u Simbirsku u imućnoj obitelji uglednog fakultetskog profesora. Osnovnu i opću gimnaziju završava u rodnom gradu sa odličnim uspjesima. Nakon gimnazije studira na pravnom fakultetu u Moskvi, gdje diplomira 1905. i doktorira 1908. godine s odličnim uspjehom pa dobiva spomen-doktorat. Kao školovanijeg člana stranka ga nagovara da postane njihov kandidat za Carsku dumu Rusije što on prihvaća i već 1912. godine postaje zastupnikom. Isticao se kao karizmatičan, razborit i umjeren govornik dostojan političke funkcije, zbog čega je stekao poštovanje ostalih članova Carske dume Rusije.

### Preuzimanje vlasti
Tijekom Februarske revolucije zbog svojeg ugleda i poštovanja među građanima zbog govora o građanima i građanskoj (socijalnoj) politici Aleksandar uspijeva  biti izabran na položaj zamjenika predsjedavajućeg Petrogradskog Sovjeta, no mnogobrojni komunisti su ga smatrali nacional-konzervativnim političarem. Kao pravnik s doktoratom i uspješan političar biva postavljen na mjestu ministra pravosuđa u Ruskoj privremenoj vladi. Zbog novog položaja na mjestu ministra i priklanjanja nacional-konzervativnoj kršćanskoj politici ulazi u sukob s već nepovjerljivim Sovjetom, ponajviše jer se smatrao izdajicom (Sovjet ga privremeno udaljava sa položaja zamjenika).  Predsjedniku privremene vlade Lavovu i predsjedništvu predlaže prekinu sve pregovore s carem i ukinu carevinu, odnosno da proglase demokratsku, nacional-konzervativnu Republiku. Našavši se pod direktnom prijetnjom nove revolucije premijer je konačno popustio 16. ožujka 1917. godine i proglasio Rusku Republiku.
U sljedećoj krizi tijekom svibnja 1917. godine se isticao kao protukomunist (stoga ga Sovjet u potpunosti udaljava) jedan od pomagača predsjedništva privremene vlade učinkovitom rješavanju revolucije i stoga biva nagrađen kao ministar obrane i mornarice. Položaj je osvojio zbog protivljenja komunizmu i nastavku rata sa silama trojnog sporazuma / centralnim silama. Ostvarivši odlične vojne uspjehe protiv suzbijanja daljnjih revolucija i diplomatsko-pravne uspjehe na području međunarodnog priznanja i pravnom uređenju države (uređenu zakona i ustava) stječe sve veći ugled među nacional-konzervativnim građanstvom i plemstvom. 

### Predsjednik privremene vlade
Nova ofenziva počinje 1. srpnja 1917. godine pod zapovjedništvom generala Alekseja Brusilova, ruskog velikog pobjednika protiv revolucionara. Nekoliko tjedna kasnije, tj. 25.srpnja predsjedništvo i uprava privremene vlade predlaže Kerenskiju da on postane novi predsjednik privremene vlade. U svom kratkom mandatu provodi mnogobrojne političke i pravne promjene koje značajno utječu na javnosti, odnosno stječe više simpatizera te se boljševizam našao u opasnosti. U međuvremenu boljševici organiziraju rušenje vlade koje Kerenski uspješno suzbija.  Poslije dva dana borbi ovaj pokušaj "srpanjske" revolucije novi predsjednik privremen vlade uspješno guši šaljući na sudske procese mnogobrojne sudionike od kojih većina biva pravomoćno osuđena na zatvorsku kaznu, no Lenjin u potpunoj depresiji bježi na teritorij Finske. Kao posljedica tih događaja u Petrogradu i gubitaka tijekom napada na opće iznenađenje generala obje zaraćene strane ruski vojnici su se odbili dalje boriti. Kada je počeo protivnički protunapad 18. srpnja 1917. godine ruska vojska započinje 240 kilometarsko povlačenje bez značajnijeg pružanja otpora.  
Završni akt političke karijere brzopletog Kerenskog počinje ubrzo nakon ovog vojnog debakla. Izgubivši povjerenja u lojalnog monarhista Brusilova, on ga smjenjuje s položaja vrhovnog zapovjednika vojske u kolovozu samo da bi na njegovo mjesto postavio generala Kornilova. Uvidjevši svoju grešku već u rujnu on naređuje smjenu Kornilova što ovaj ne prihvaća i odlučuje sa svojom vojskom marširati na Petrograd. Kako bi se od njega obranio, Kerenski sada pušta iz zatvora boljševike i daruje oružje njihovim simpatizerima za obranu grada. Na kraju gotovo bez ispaljenog metka ovaj pokušaj državnog udara će propasti, ali kao njegova posljedica boljševici su sada bili naoružani što će ubrzo i iskoristiti.
U posljednjem očajničkom pokušaju zadržavanja vlasti predsjednik privremene vlade u ovim nemogućim uvjetima donosi odluku o raspisivanju izbora za ustavni parlament i Državnu dumu Republike Rusije. Situaciju u kojoj bi se buduća vlast odlučivala na izborima 12. studenog 1917. godine je bila neprihvatljiva Lenjinu koji donosi odluku o pokretanju Oktobarske revolucije. Pod njegovim vodstvom boljševici 25. listopada 1917. godine (ruski kalendar, po našem 7. studenog) osvajaju Petrograd. Sljedeći dan Kerenski koji je na vrijeme pobjegao pokušava napasti s lojalnim trupama iz smjera Pskova prema glavnom gradu. Kada taj napad propada znajući što se dogodilo on počinje bježati bez zaustavljanja sve do Francuske.

## Krivnja
Do kraja svoga dugog života Kerenski je za Oktobarsku revoluciju krivio svih osim sebe. Njegov glavni krivac najčešće je bio general Kornilov koji ga je pokušao oboriti u rujnu. S tim pogledom na stvari praktički nitko drugi u cijelom svijetu se nije slagao s njim. U stvarnosti za većinu događaja iz 1917. godine Kerenski je bio kriv. On u ožujku ultimatumom tjera vladu da prisili Mihajla II. na abdikaciju. Ponovno on u srpnju ruši vladu, pokreće vojnu ofenzivu i definitivno svojim novim proglasom ukida monarhiju. Kada još u kolovozu uručuje otkaz najutjecajnijom vojnom zapovjedniku priča je već bila gotova. Tim potezima u roku od samo mjesec dana Kerenski uspijeva protiv sebe okrenuti vojsku, monarhiste i boljševike (koje zatvara u srpnju). Čak i "njegova" stranka koja će ostvariti apsolutnu većinu na izborima 1917. godine dolazi na sastanak s boljševicima odmah nakon Oktobarske revolucije radi dogovora o daljnjim akcijama.
Zbog svega toga nakon smrti Kerenskog 1970. godine Ruska pravoslavna crkva odbija dati dopuštenje za njegov sprovod na crkvenoj zemlji smatrajući ga odgovornom osobom za dolazak komunista na vlastu. Kada je sličan zahtjev odbila s jednakim razlozima i Srpska pravoslavna crkva njega se pokopalo na području izvan crkvenih grobova.
| Prethodnik Grigorij Lavov | Premijer privremene vlade | Nasljednik Ukidanje privremene vlade. Slijedi Predsjednik sovjeta narodnih komesara Lenjin |